# Тифбург
Тифбург (нем. Tiefburg, также упоминается как Хандшусхаймский замок) — средневековый замок в Хандшусхайме (район Хайдельберга, северо-запад Баден-Вюртемберга), Германия.

## История

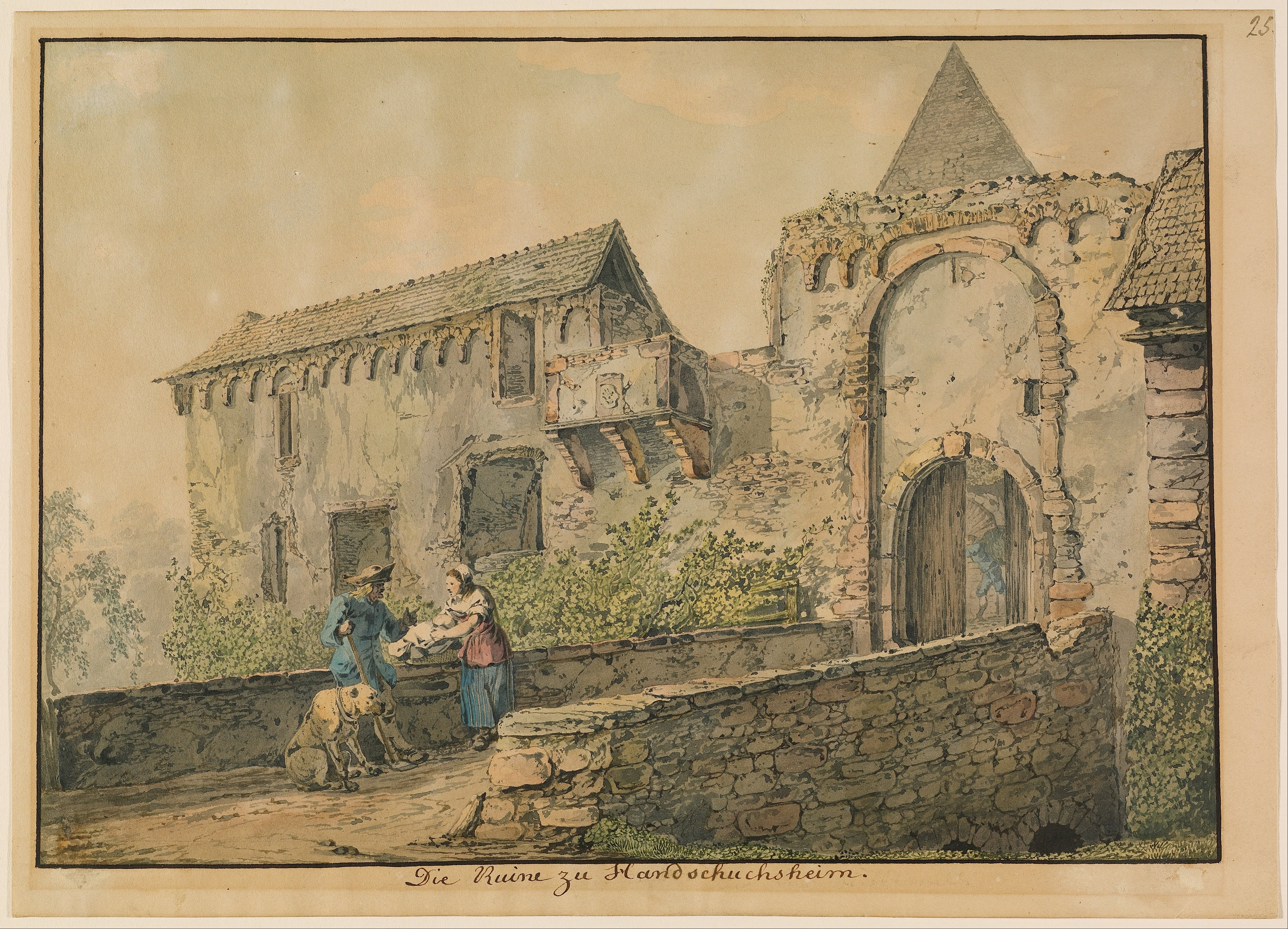
Тифбург в 1813/14 (автор Карл Филипп Фор)

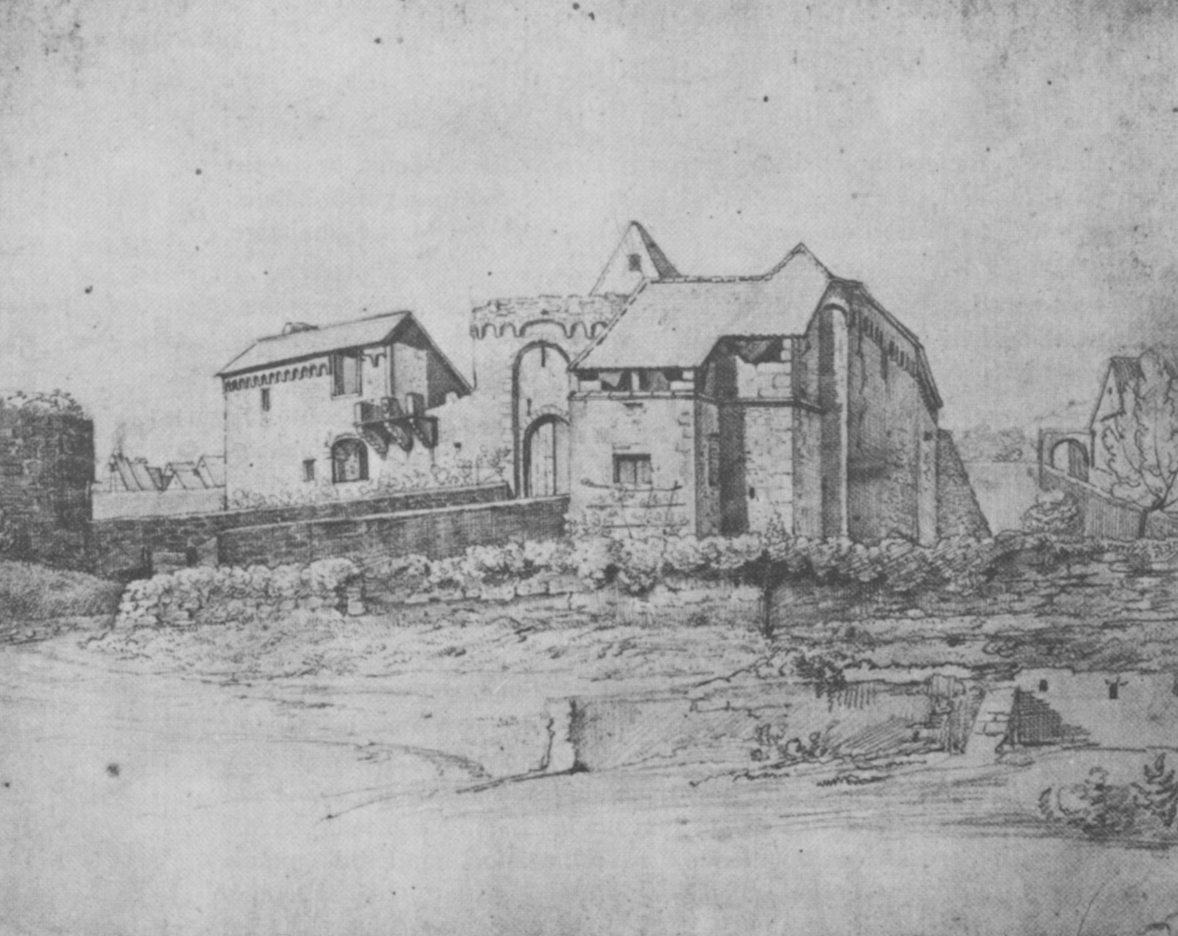
Тифбург в 1820 (автор Кристиан Кселлер)

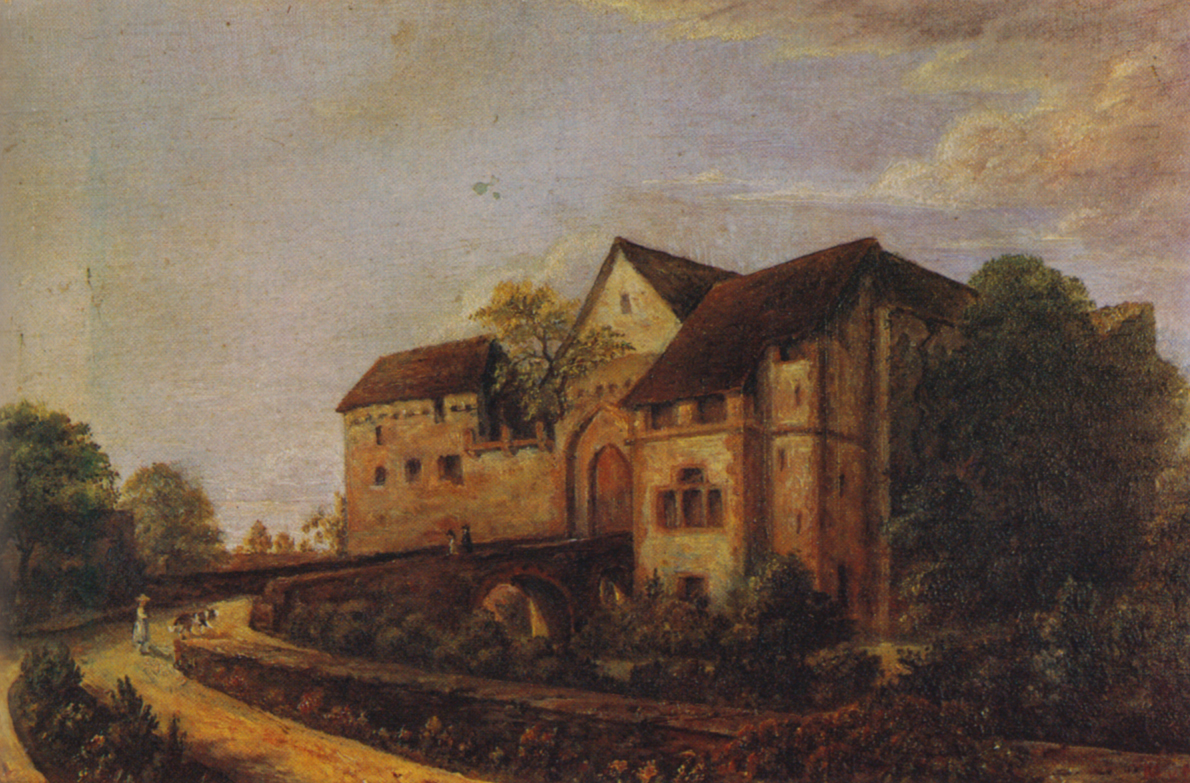
Тифбург в 1870 (автор граф Максимилиан фон Хельмштат)

Первое укрепление на этом месте возникло не позднее XIII века, а в XIV веке здесь уже был замок на воде, окруженный ныне осушенным глубоким рвом шириной около 12 метров. В XVI веке была проведена реконструкция, к этому времени относится каменный герб на балюстраде внешних стен, датируемый 1544 годом.
Тифбург был построен семьей рыцарей-министериалов фон Хандшусхайм и стал их главной резиденцией. После пресечения рода в 1600 году из-за гибели его последнего представителя в поединке на рыцарском турнире, замок перешел во владение графов фон Хельмштат и принадлежал им более трёх столетий.
Замок сильно пострадал в войнах XVII века — в ходе Тридцатилетней войны он неоднократно сжигался, а в ходе войны за Пфальцское наследство был почти полностью разрушен и оставлен обитателями (в 1700 году графы переехали в построенную рядом усадьбу Хельмштат).
В 1911-1913 годах Тифбург был восстановлен и сделан пригодным для проживания (в центре замка возведен т. н. «Рыцарский дом»). В 1950 году последний владелец замка из династии фон Хельмштат продал его городским властям. С тех пор Тифбург используется для проведения местных фестивалей и праздников. Также здесь расположен местный исторический архив.

## Легенды
В 1770 году тогдашний владелец Тифбурга нашел в одном из подвалов замурованный скелет в средневековых рыцарских доспехах. Личность этого «замурованного рыцаря» окутана множеством легенд. По одной из них, он был любовником жены владельца замка и в наказание его замуровали заживо.
Доспехи позже попали в мюнхенское собрание древностей курфюрста пфальцского и баварского Карла Теодора. В настоящее время они утрачены, а с 1977 года в подвале замка можно увидеть их реплику.
В замке разворачивается основное действие исторического романа Вальтера Лауфенберга «Рыцарь, Смерть и Дьявол» (1992, Мюнхен).

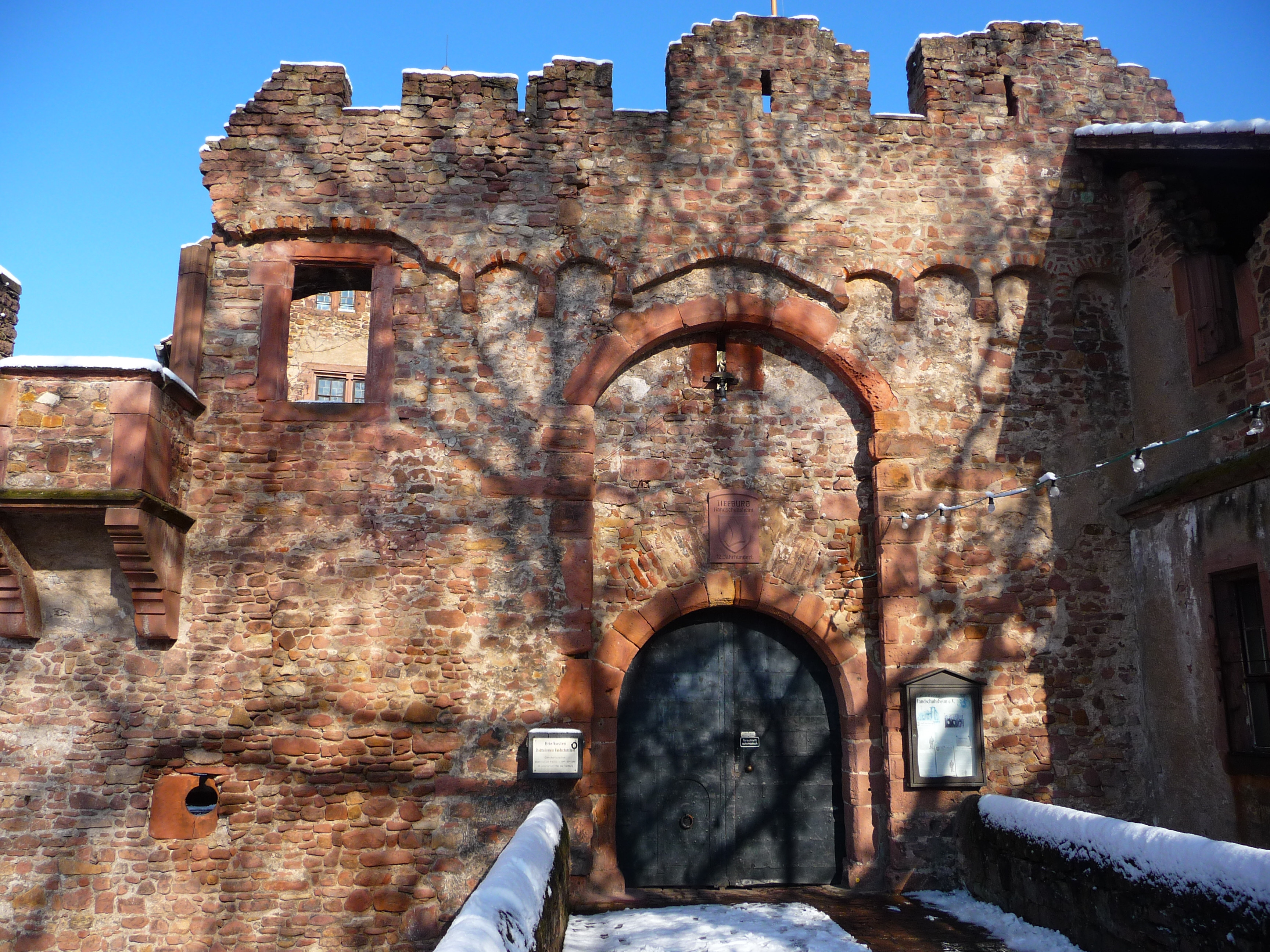
Главные ворота
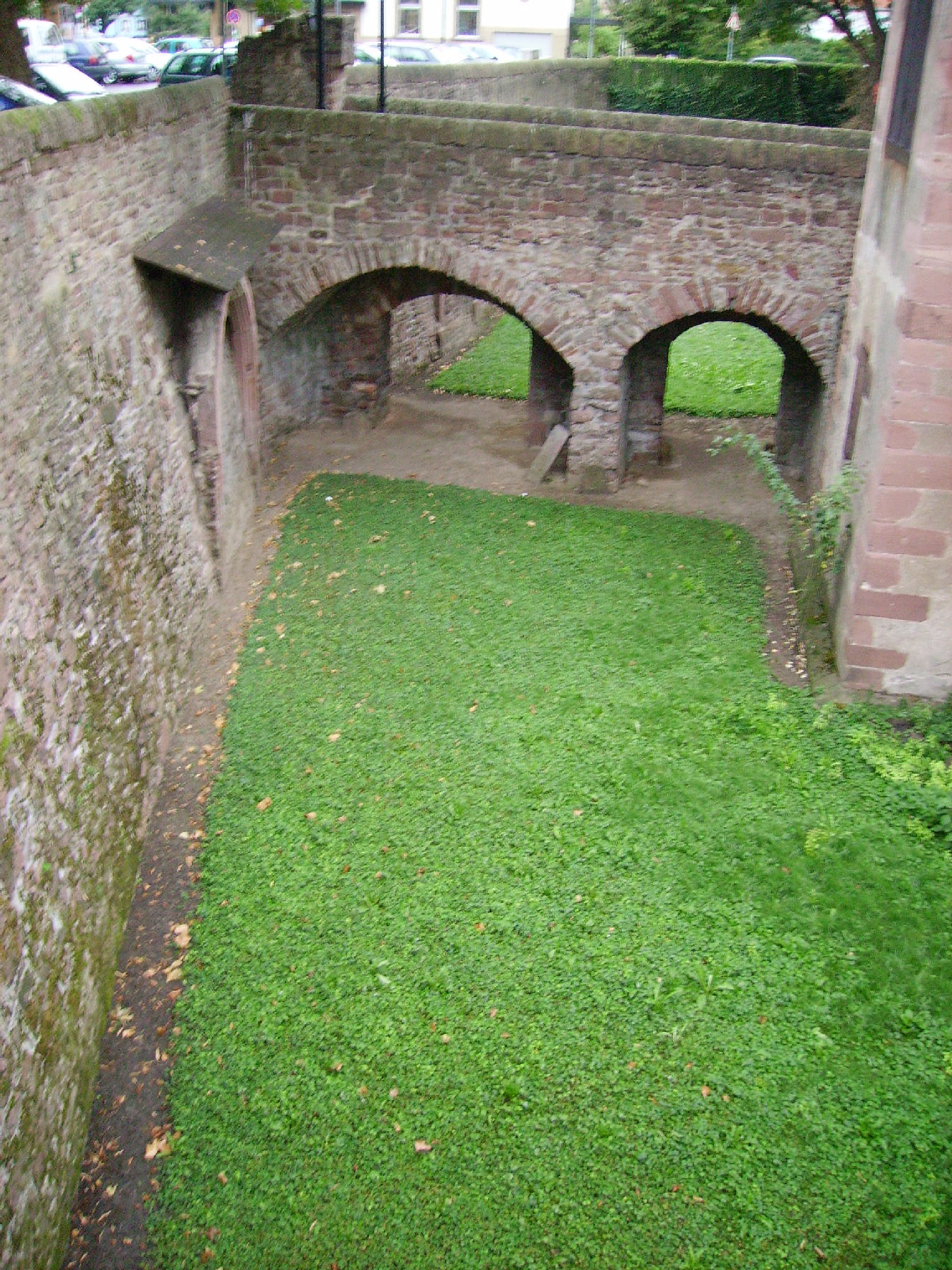
Ров
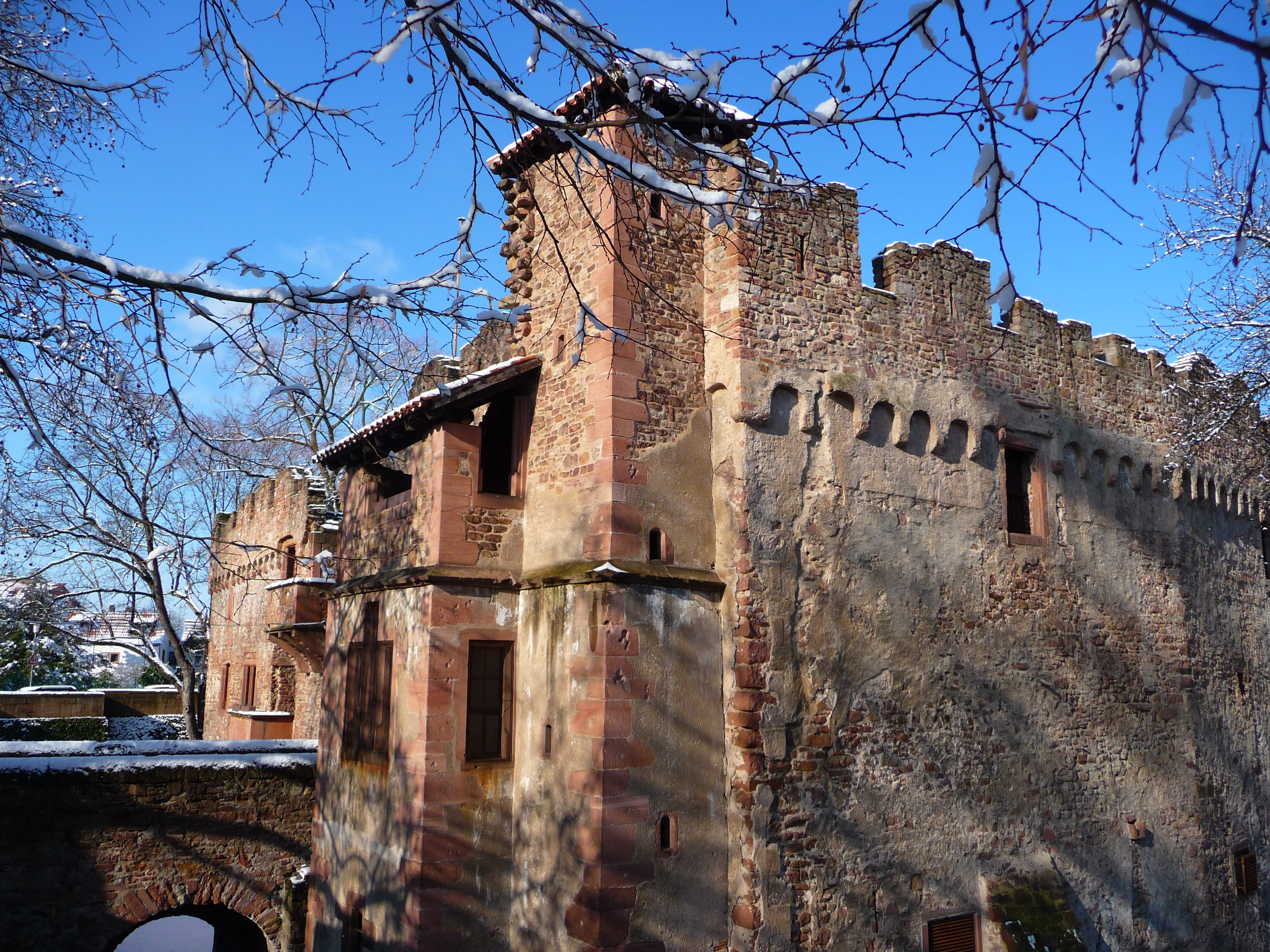
Угловая башня